# Rhaphidostichum acestrostegium
Rhaphidostichum acestrostegium är en bladmossart som beskrevs av William Russell Buck 1989. Rhaphidostichum acestrostegium ingår i släktet Rhaphidostichum och familjen Sematophyllaceae. Inga underarter finns listade i Catalogue of Life.